# تو هیچوقت ثروتمند نخواهی شد
تو هیچوقت ثروتمند نخواهی شد فیلمی کمدی موزیکال هالیوودی محصول ۱۹۴۱ با مضمونی در زمان جنگ به کارگردانی سیدنی لنفیلد است. فرد آستر، ریتا هیورث و رابرت بنچلی از بازیگران این فیلم بوند. موسیقی این فیلم توسط کول پورتر ساخته شده‌است.